# Dragon Breed
Dragon Breed — видеоигра в жанре горизонтального скролл-шутера, разработанная компанией Irem в 1989 году и выпущенная в виде аркадного игрового автомата. Впоследствии была портирована на ряд домашних компьютеров того времени.
В марте 1989 года компания Jaleco выпустила игру Saint Dragon, разработанную компанией NMK для аркадного автомата, также портированную на некоторые домашние системы. Она имела похожую концепцию и оформление.

## Игровой процесс
Игра заимствует некоторые элементы из игры R-Type того же разработчика — в частности, накапливаемый при удержании кнопки мощный заряд. В отличие от R-Type игра выполнена в сказочной стилистике. Игрок управляет драконом-змеем и летящим на нём всаднике. Дракон состоит из головы и секций тела, его хвост движется с задержкой относительно головы и может быть использован для защиты от выстрелов противника. Игра имеет элементы платформера — всадник может сходить с дракона на землю и перемещаться отдельно. При этом прекращается автоматическая прокрутка экрана.
Всего в игре шесть уровней. В конце каждого уровня происходит сражение с боссом.